# المسيحية في فنلندا

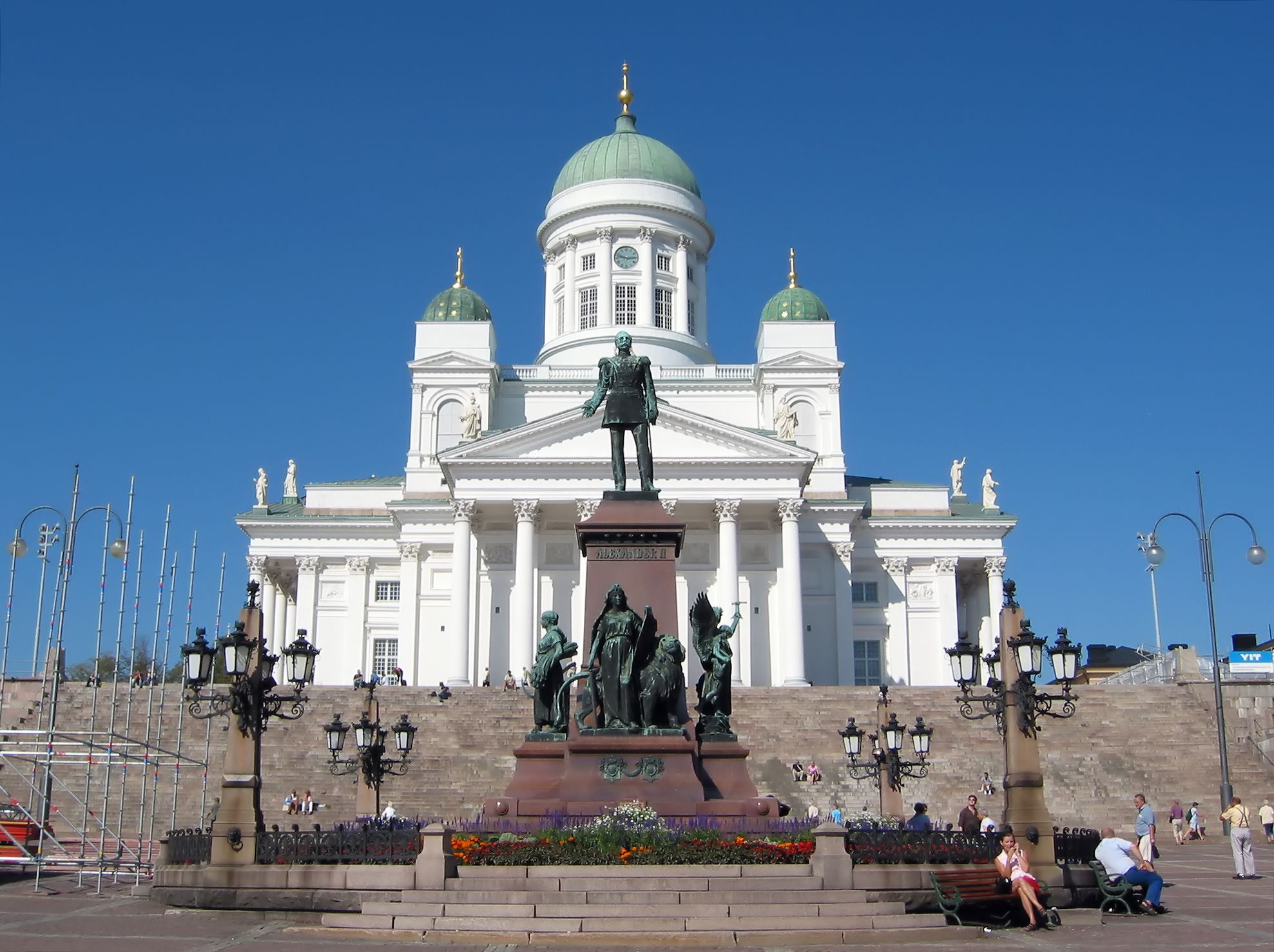
كاتدرائية هلسنكي اللوثريَّة.

المسيحية في فنلندا هي الديانة الغالبة، إذ تفيد إحصائيات التعداد السكاني لنهاية عام 2016 أنَّ 74.7% من الفنلنديين ينتمون إلى الديانة المسيحية. تعتبر الكنيسة اللوثرية أكبر التجمعات المسيحية في فنلندا وبلغ عدد المنتسبين للكنيسة الإنجيلية اللوثرية في فنلندا نحو 4.1 مليونًا أو 72.1% في أواخر 2016. تعد الكنيسة الانجيلية اللوثرية في فنلندا واحدة من أكبر الكنائس اللوثرية في العالم.
تُعد الكنيستان اللوثرية والكنيسة الأرثوذكسية الفنلندية كنائس وطنية في فنلندا ولهما دور خاص كما هو الحال في احتفالات الدولة والمدارس. تقسم العطل الرسمية في فنلندا إلى أعياد مسيحية وأخرى علمانية. الأعياد المسيحية الرئيسية هي عيد الميلاد وعيد الغطاس وعيد الفصح وعيد الصعود وعيد العنصرة وعيد جميع القديسين.
وفقًا لدراسة قامت بها مركز بيو للأبحاث عام 2016 تحت اسم الدين والتعليم حول العالم يُعتبر مسيحيي فنلندا واحدة من المجتمعات المسيحيَّة الأكثر تعليمًا حيث أن حوالي 32% من مسيحيين فنلندا حاصلين على تعليم عال ومن حملة الشهادات الجامعيَّة، وهي نسبة تشابه المعدل العام للسكان.

## تاريخ

### العصور الوسطى

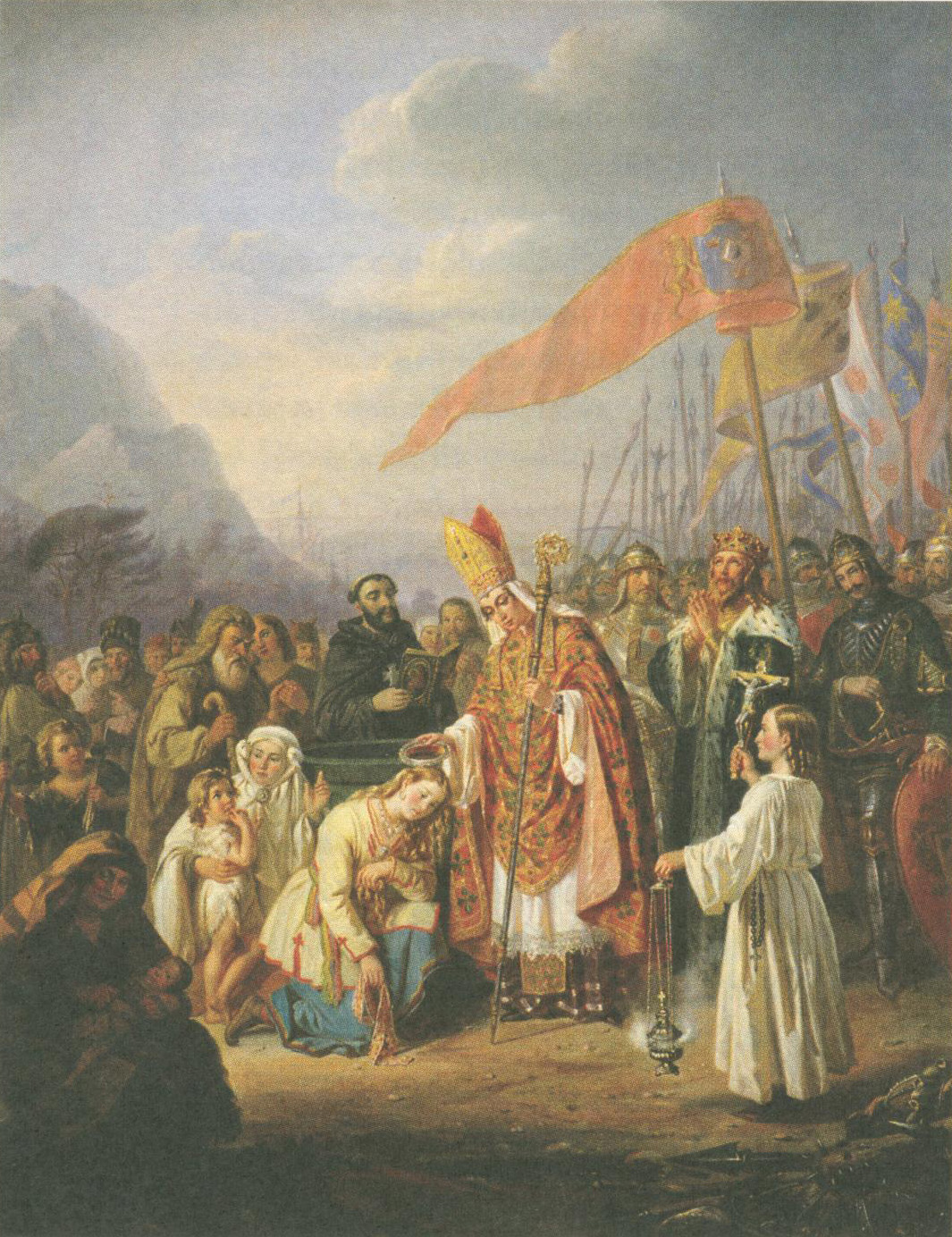
لوحة تصور تعميد الأسقف هنريك لعدد من الفنلنديين.

تأسست أبرشية توركو الرومانية الكاثوليكية تأثرًا من المرسوم البابوي في القرن الثاني عشر والحملات الصليبية الشمالية التي قامت من أجل تحويل الشعوب القاطنة على سواحل بحر البلطيق. وأدى ذلك إلى إنشاء الكنيسة الكاثوليكية، ونشر الدين المسيحي، والفتح السويدي لجنوب فنلندا في عام 1249. كان إدخال المسيحية في الغالب من خلال عملية سلمية وبطيئة مع الاندماج التدريجي مع السويد التي توجت بإتحاد السويد فنلندا. وكان توماس الأسقف الأول للبلاد، وعاش في النصف الأول من القرن الثالث عشر. وتم إنشاء التسلسل الهرمي الكنسي خلال الحملة الصليبية الثانية على فنلندا.
في عام 1153 تم تكليف هنريك بمنصب مطران في أوبسالا، ولكن لم يتم إنشاء إقليم الكنيسة المستقلة عن السويد إلا في عام 1164، بعد انتهاء الحرب الأهلية، وسيتم إرسال هنري؛ لييقوم بتدبير شئون الكنيسة في فنلندا؛ حيث يتواجد المسيحيون لأكثر من قرنين. وتزعم الأساطير دخول الأسقف هنريك فنلندا مع الملك القديس إريك التاسع السويدي، ومات شهيدًا، وأصبح الشخصية الرئيسة في الكنيسة الكاثوليكية الرومانية المحلية، ومع ذلك، يتَجَادَلَ الناس كثيرًا عن صحة روايات حياته، وولايته، وموته.
وطد الملوك السويديون حكمهم في الحروب الصليبية الشمالية من القرن الثاني عشر حتى عام 1249. كما أصبحت فنلندا الحالية جزءًا من المملكة السويدية. وصل المستوطنون الناطقون باللغة السويدية إلى بعض المناطق الساحلية خلال القرون الوسطى. كما أصبحت السويدية اللغة السائدة في الإدارة وبين النبلاء وفي التعليم بينما كانت الفنلندية لغة الفلاحين ورجال الدين والمحاكم المحلية في المناطق ذات الأغلبية الناطقة باللغة الفنلندية.
يعود وصول الأرثوذكسية إلى فنلندا إلى مجموعة من رهبان دير فالامو في روسيا، والذين عملوا خلال القرن الثاني عشر في منطقة كاريليا في الجنوب الشرقي لفنلندا على تبشير الأقوام الفنلندية بالمسيحيَّة، واليوم معظم الأرثوذكس الفنلنديين المنتشرين في أنحاء البلاد هم في الأصل من سكان تلك المنطقة.
خلال العصور الوسطى كانت أبرشية توركو تحت سيادة رئيس أساقفة أوبسالا، مما يعكس الحكم السياسي السويدي للبلاد. وضمت كانت الأبرشية مدرسة، مما جعلها قادرة على تعليم الكهنة، ولكن درس العديد من الفنلنديين أيضًا في الخارج في جامعات ألمانيا وجامعة باريس. قبل عصر الإصلاح البروتستانتي، كانت أهم الرهبانية النشطة في البلاد كل من الفرنسيسكان والدومينيكان.

### عصر الإصلاح البروتستانتي

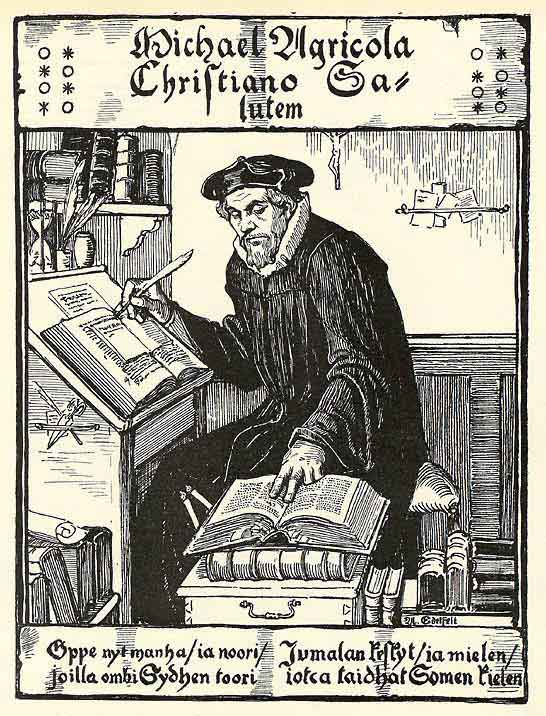
يعتبر المصلح البروتستانتي ميكايل أغريكولا مؤسس اللغة الفنلندية المكتوبة.

بدأ الإصلاح السويدي في عهد الملك غوستاف الأول عام 1527 وتوصل إلى نتيجة في عام 1560. واعتمدت مملكة السويد، مثلها مثل غيرها من بلدان الشمال، الشكل البروتستانتي اللوثري. وقام التاج السويدي بمصادرة معظم العقارات الرهبانية الكاثوليكية في فنلندا، جنبًا إلى جنب مع قلعة كوسيستو، والتي كان مقر إقامة أساقفة توركو. وكان الأسقف اللوثري الأول في توركو مارتينوس يوهانيس سكيت، واحتفظت الأبرشية بمعظم الأشكال الكاثوليكية القديمة. وتم إجراء الإصلاح العقائدي للكنيسة الفنلندية خلال أسقفية ميكايل أغريكولا، الذي درس في جامعة فيتنبرغ تحت تأثير مارتن لوثر.
خلال الإصلاح البروتستانتي، تحول الفنلنديون تدريجيًا إلى اللوثرية. في القرن السادس عشر، نشر ميكايل أغريكولا أول الأعمال المكتوبة باللغة الفنلندية. تأسست أول جامعة في فنلندا - الأكاديمية الملكية في توركو - في عام 1640. وعلى الرغم من أنه يمكن القول بأن اللغة الفنلندية المكتوبة نشأت منذ عهد ميكايل أغريكولا الذي ترجم العهد الجديد إلى اللغة الفنلندية في القرن السادس عشر نتيجة للإصلاح البروتستانتي، إلا أنه توجد القليل من الأعمال الأدبية باللغة الفنلندية حتى القرن التاسع عشر الذي شهد بداية الحركة الرومانسية الوطنية الفنلندية. وكان ميكايل أغريكولا أول أساقفة أبرشية توركو من المتزوجين.
كان لنشوء البروتستانتية دور هام في تحسين مستوى التعليم ونشر المعرفة، ودعا مارتن لوثر إلى حق الفرد في تفسير الإنجيل، وشجّع على قراءة ودراسة الكتاب المقدس. وشهدت فنلندا نشاط لحركة التقوية من أواخر القرن السابع عشر إلى منتصف القرن الثامن عشر وما بعده. وقد جمعت الحركة التقوية بين اللوثرية ذلك الوقت مع المـُصلحة، وخصوصاً البوريتانية، ركزت على تقوى الفرد، وحياة مسيحية قوية. يرى عدد من المؤرخين وعلماء الاجتماع أن ظهور البروتستانتية وحركة التقوى كان لها أثر كبير في نشوء الثورة العلمية، وكأحد الأسباب التي أدت إلى الثورة العلمية خاصًة في شمال أوروبا، فقد وجدوا علاقة ايجابية بين ظهور حركة التقوى البروتستانتية والعلم التجريبي.
نتيجة لذلك بدأت الكنيسة في إرساء أسس التعليم الشامل، حيث كان مطلوبًا من كل شخص أن يعرف المبادئ الأساسيَّة للإيمان المسيحي. أعطيت الكنيسة حق واجب تعليم الأطفال في القراءة وفي التعليم المسيحي. وتحسن مستوى تعليم الكهنة، وأنشئت الأكاديمية الملكية لتركو، وتم تدوين النظام التعليمي في قانون الكنيسة لعام 1686.

### العصور الحديثة

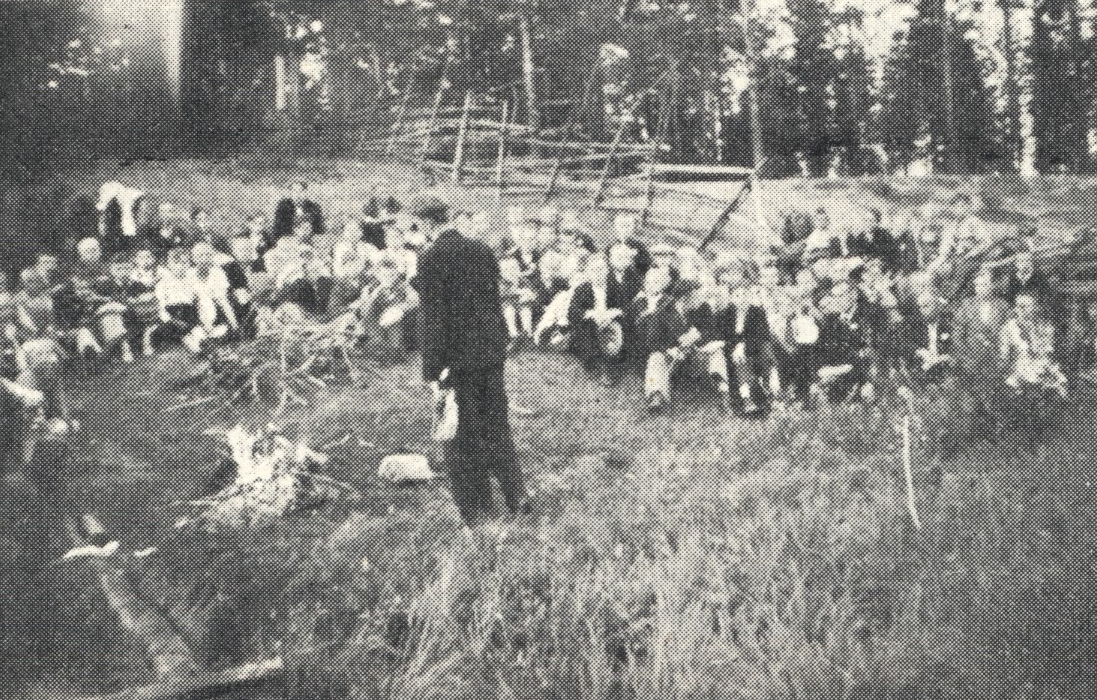
واعظ بروتستانتي يُبشر الحشود في عام 1939.

في أوائل القرن الثامن عشر تم احتلال فنلندا من الإمبراطورية الروسية، وأضحت الأراضي الفنلنديَّة الواقعة تحت الأراضي الروسية تحت اسم دوقية فنلندا الكبرى. وظلَّت الكنيسة اللوثرية نشطة على الرغم من كونها تحت الحكم الروسي الأرثوذكسي. وقد تم جمع فرعين من اللوثرية الفنلندية والتي اندمجت في نهاية المطاف لتشكيل الكنيسة الفنلندية الحديثة. من ناحية كان التركيز على طقوس الكنيسة العليا، مع جذوره في المجتمع التقليدي الفلاحي. ومن ناحية أخرى كان بآفو رووتسالاينن (1777-1852) رائدًا في حركة التقوية، والإحياء الديني، والتركيز على الأخلاق الشخصية، والمشاركة الاجتماعيَّة، والإنجيل الاجتماعي. ووجهت حركته إلى الطبقة الوسطى الناشئة. قام القانون الكنسي لعام 1869 بالمدمج بين الكنيستين. واعتبر القادة السياسيين واللوثريين في فنلندا أن كلاً من الأرثوذكسية الشرقية والرومانية الكاثوليكية يشكلان تهديدًا للأمة الناشئة.
عقب انتهاء الحرب العالمية الأولى نالت فنلندا استقلالها من الإمبراطورية الروسية، فأعلن بطريرك موسكو أيضًا فصل الكنيسة الأرثوذكسية الفنلندية عن الكنيسة الروسية عام 1919 لتدير شؤونها الخاصة، ولكنها بقيت تابعة للروس من ناحية العلاقات الخارجية مع بقية الكنائس. وفي عام 1923 وبقرار من المجمع البطريرك الأرثوذكسي انتقلت تبعية هذه الكنيسة للبطريرك المسكوني في القسطنطينية.

### واقع المسيحية في عالم اليوم

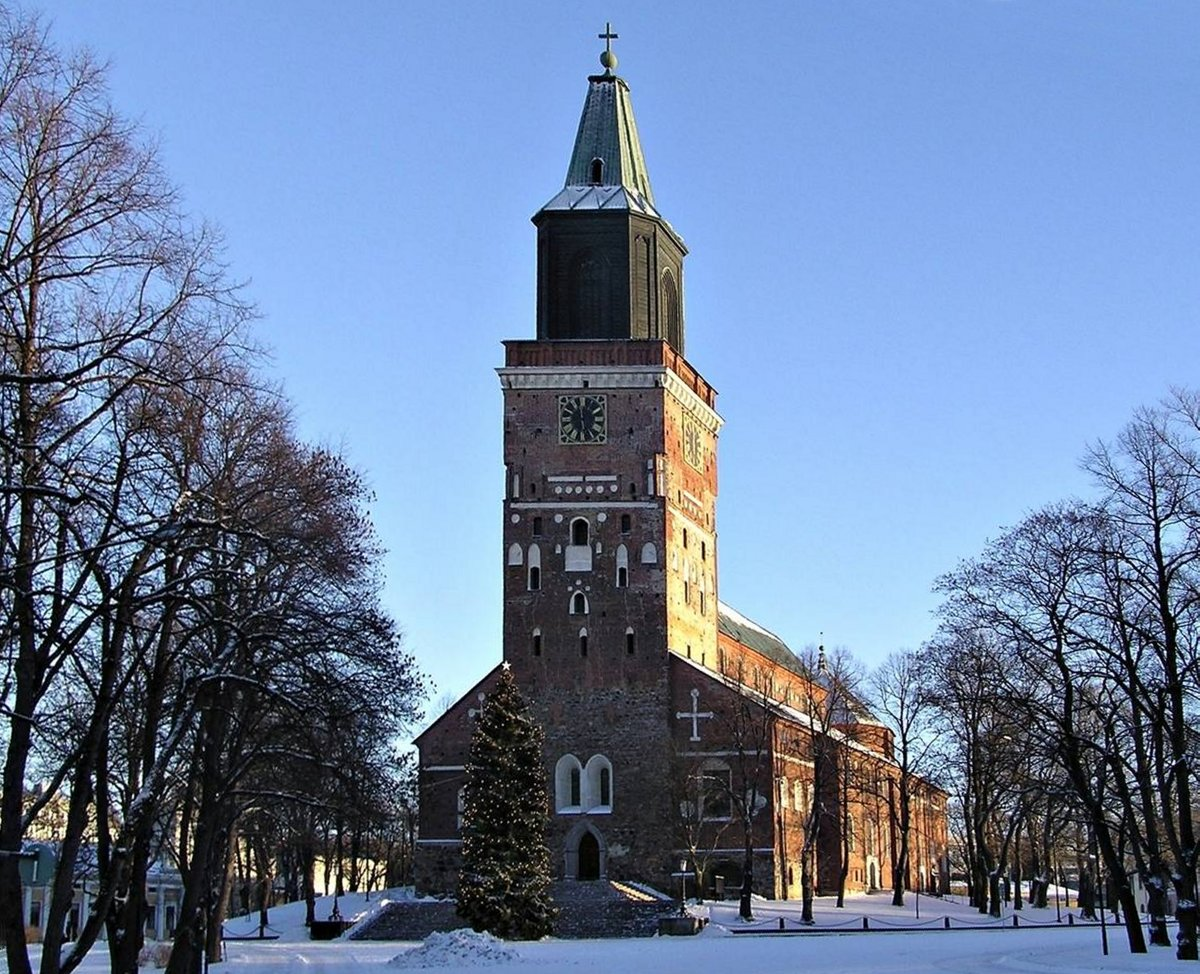
كاتدرائية توركو.

خلال عقد 1970، بدأ العمل على ترجمة جديدة للكتاب المقدس والترانيم الدينية باللغة الفنلندية. في عام 1986 اعتمدت كتب التراتيل، والتي تضمنت عددًا كبيرًا من التراتيل والشبابية. وبالإضافة إلى ذلك، تم الانتهاء من ترجمة جديدة للكتاب المقدس (استنادًا إلى تكافؤ ديناميكي وتكافؤ شكلي) وتمت الموافقة على استخدامها في عام 1992. وأخيرًا سمحت الكنيسة بحق الكهنوت للمرأة، وهو التغيير الذي نوقش لأول مرة، والذي لا يزال يسبب الجدل. تتمتع الكنيسة الإنجيلية اللوثرية في فنلندا بوضع قانوني ككنيسة وطنية في البلاد إلى جانب الكنيسة الفنلندية الأرثوذكسية. حيث ينص دستور فنلندا على قانون الكنيسة لتنظيم وإدارة الكنيسة الإنجيلية اللوثرية؛ ولا يُمكن تعديل القانون إلا بمبادرة من سينودس الكنيسة، حيث تم الحفاظ على الاستقلال الذاتي للكنيسة منذ العصر الروسي القيصري.
تعتبر اللوثرية أكبر التجمعات المسيحية في فنلندا وبلغ عدد المنتسبين للكنيسة الإنجيلية اللوثرية في فنلندا نحو 4.2 مليوناً أو 78.2% في أواخر 2010. وقد بدأت أعداد أعضاء الكنيسة اللوثرية في الآونة الأخيرة في التراجع بنحو سريع حيث غادرها نحو 70,000-80,000 أو ما يقرب من 2% في عام 2010؛ بينّت تلك التوقعات على أنَّ 5,6000 شخص تركوا الكنيسة في الأشهر العشرة الأولى من عام 2010. يعود هذا العدد الكبير والقياسي جزئياً إلى تخطئة والنظرة السلبية المسيحية للمثلية الجنسية، حيث أشار باحثين إلى السبب في ذلك هو التصريحات السلبية المتعلقة بالمثلية الجنسية والزواج من نفس الجنس - التي يُنظر إليها على أنها غير متسامحة تجاه المثليين - والتي أدلى بها أسقف محافظ وسياسي يُمثل المسيحيين وأعضاء من السياسيين الديمقراطيين المسيحيين في مناظرة تلفزيونية حول هذا الموضوع. كما تنتمي أقلية صغيرة إلى الكنيسة الأرثوذكسية الفنلندية (1.1 %). أما الطوائف البروتستانتية الأخرى والكنيسة الكاثوليكية في فنلندا أصغر بكثير.
شهد المجتمع الفنلندي علمنة عامة، وانخفضت نسب المترددين على الكنائس في العقود الأخيرة. في عام 2010 جرى تعميد 79.3% من الأطفال الفنلنديين وتم تأكيد تعميد 83.6% ممن بلغوا 15 عامًا في عام 2009، بينما جميع الجنازات تقريبًا مسيحية. مع ذلك فإن غالبية اللوثريين يحضرون الكنيسة فقط في المناسبات الخاصة مثل عيد الميلاد أو حفلات الزفاف أو المآتم. تُقدّر الكنيسة اللوثرية أن حوالي 2% فقط من أعضائها يحضر القداس أسبوعيًا. ووفقاً لدراسة قامت بها مركز بيو للأبحاث عام 2019 حوالي 71% من الفنلنديين من دافعي ضريبة الكنيسة.

## الطوائف المسيحية

### البروتستانتية

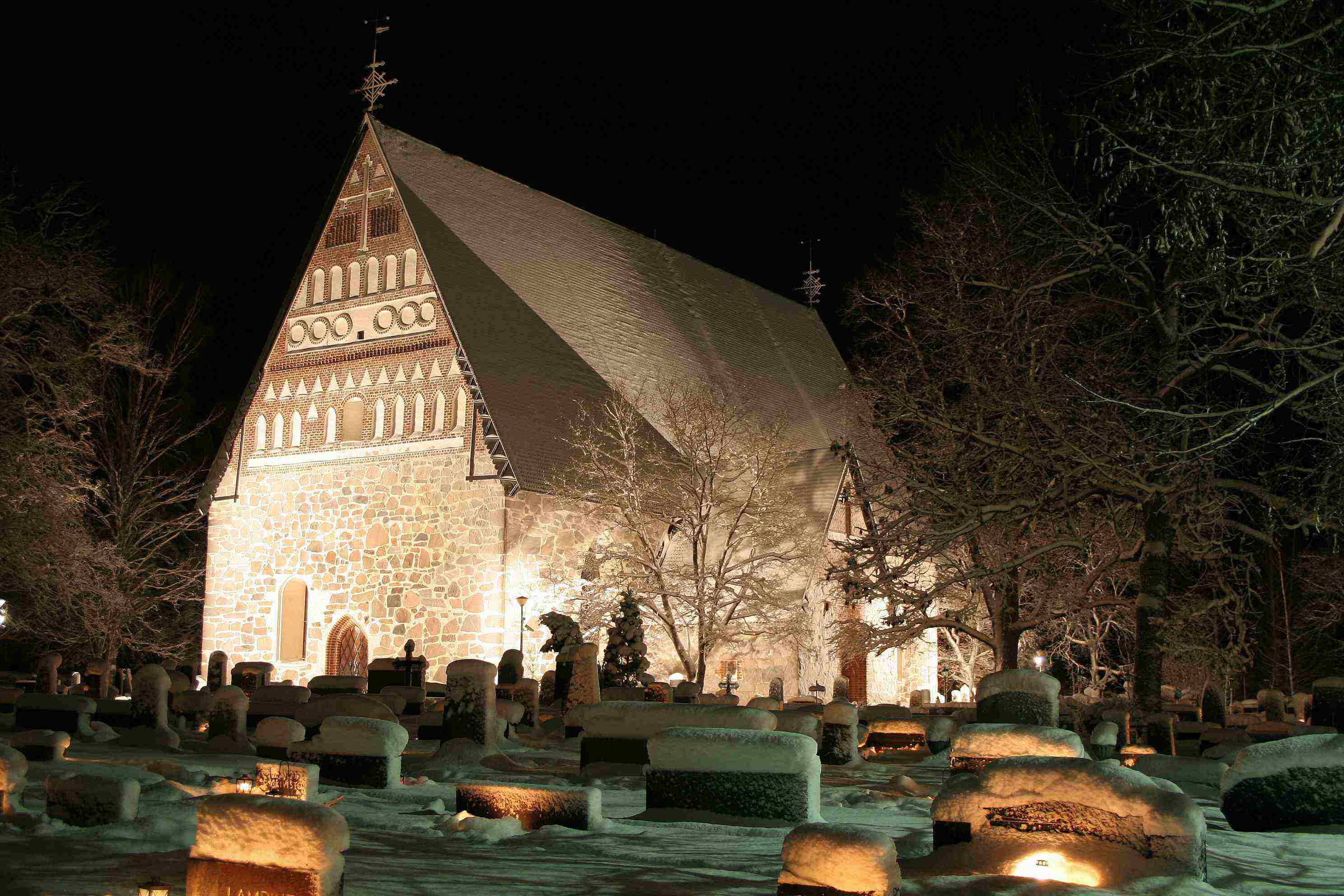
كنيسة هولولا اللوثريَّة.

ينتمي معظم الفنلنديين البروتستانت إلى الكنيسة الإنجيلية اللوثرية الفنلندية (بالفنلنديَّة: Suomen evankelis-luterilainen kirkko) وكنيسة فنلندا الوطنية تتبع الفرع اللوثري من المسيحية، وعضو في رابطة بورفو. اعتبارًا من عام 2016 يتبع الكنيسة حوالي أربعة ملايين عضو مقيم بشكل دائم في فنلندا، أي حوالي 72% من سكان فلنلندا. وتعد الكنيسة واحدة من أكبر الكنائس اللوثرية في العالم.
لدى الكنيسة الإنجيلية اللوثرية الفنلندية علاقة خاصة مع الحكومة الفنلندية، حيث يصف هيكلها الداخلي في قانون خاص، أو قانون الكنيسة. لا يمكن تعديل قانون الكنيسة إلا بقرار من المجمع الكنسي للكنيسة الإنجيلية اللوثرية والتصديق اللاحق من قبل البرلمان. قانون الكنيسة محمي من قبل الدستور الفنلندي، والدولة لا يمكنها تغيير قانون الكنيسة دون تغيير الدستور. لدى الكنيسة القدرة على فرض الضرائب على أعضائها وجميع الشركات بحالة كانت أغلبية المساهمين فيها هي أعضاء في الكنيسة اللوثرية الفنلندية. من جهة أخرى، يطلب من الكنيسة أن تعطي مكان الدفن للجميع في المقابر فيها. في نهاية عام 2011 كان 77.2% من السكان أعضاء في الكنيسة الإنجيلية اللوثرية الفنلندية. لا تعبر الكنيسة نفسها كنيسة الدولة، والدولة الفنلندية لا تملك القدرة على التأثير في أعمال الكنيسة الداخلية أو اللاهوتية، على الرغم من أنه لديها حق النقض في هذه التغييرات من الهيكل الداخلي الذي يتطلب تغيير قانون الكنيسة.
وفقًا لدراسة نشرها مركز بيو للأبحاث عام 2017 تحت عنوان خمسة عقود بعد الإصلاح تبين أنَّ 11% من البروتستانت الفنلنديين قال أن للدين أهميَّة كبيرة في حياتهم، وقال 21% من البروتستانت الفنلنديين أنه يُداوم على الصلاة يوميًا، وقال 5% من البروتستانت الفنلنديين أنه يتردد على حضور القداس في الكنيسة على الأقل مرة في الأسبوع. وبحسب الدراسة أيضًا قال 47% من البروتستانت الفنلنديين أنَّ الإيمان والأعمال الصالحة هي ضروريَّة للحصول على الخلاص، وهي نظرة أقرب للاهوت الكنيسة الكاثوليكيَّة؛ في حين قال 38% من البروتستانت الفنلنديين أنَّ الإيمان وحده هو ضروريَّ للحصول على الخلاص، وهي نظرة لاهوتيَّة من الفكر البروتستانتي والتي تقول أنّ الحصول على الخلاص أو غفران الخطايا هو هديّة مجانيّة ونعمة الله من خلال الإيمان بيسوع المسيح مخلصًا، وبالتالي ليس من شروط نيل الغفران القيام بأي عمل تكفيري أو صالح.
أشار تقرير من عام 2017 إلى تحول العديد من المسلمين في فنلندا خصوصًا من اللاجئين القادمين من أفغانستان وإيران والعراق إلى الديانة المسيحية؛ وخاصًة إلى المذاهب البروتستانتية في الآونة الأخيرة. وبالرغم من أن العدد الدقيق للمتحولين للمسيحيَّة غير معروف الا أنَّ التقديرات تشير إلى المئات خلال السنوات الاخيرة، وان العشرات من الشباب قد سبق وسجلوا في الدورات التعليمية شرقي فنلندا.

### الأرثوذكسية

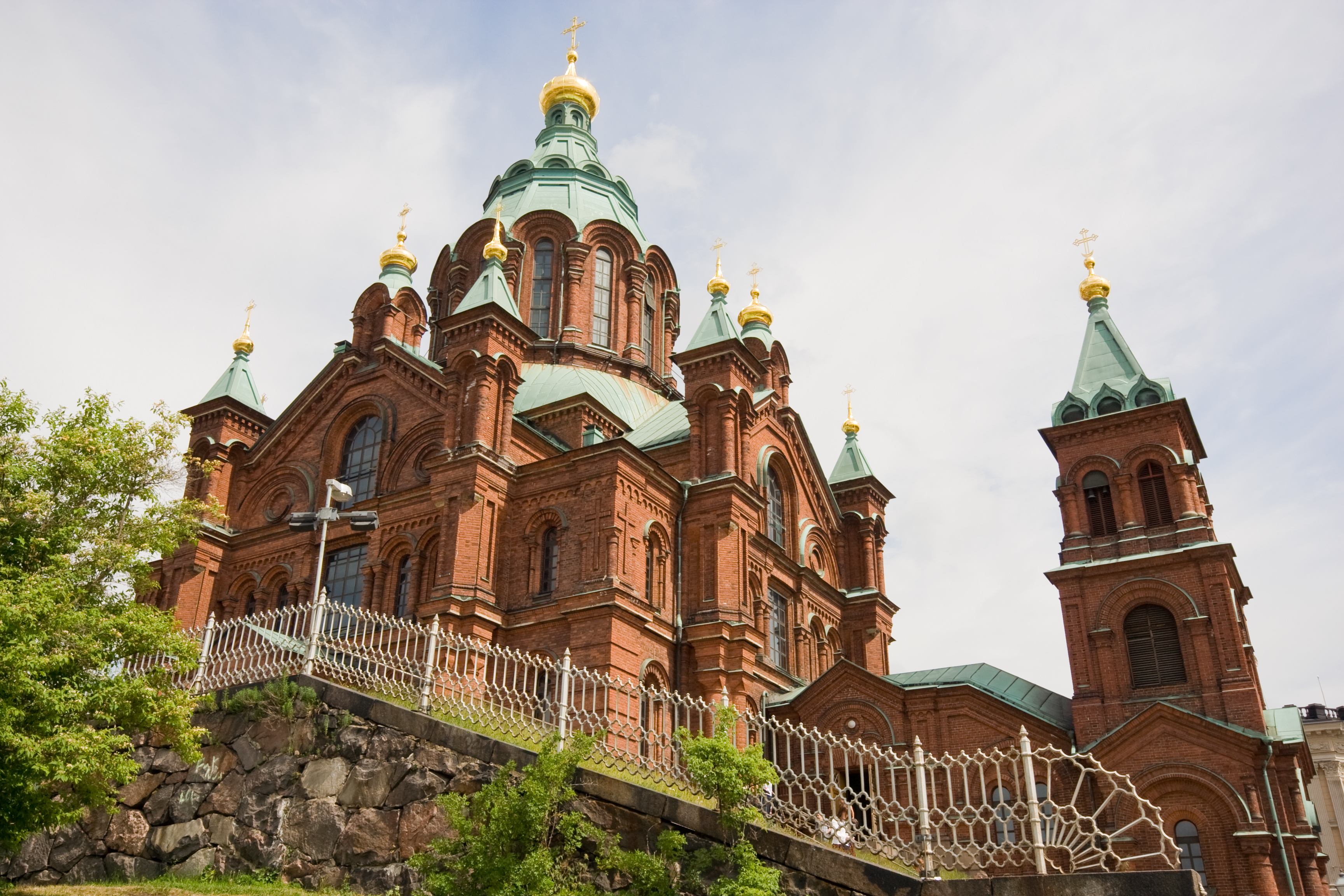
كاتدرائية لاسكار أوسبنسكين الأرثوذكسية.

الكنيسة الأرثوذكسية الرئيسيَّة في فنلندا هي الكنيسة الأرثوذكسية الفنلندية (بالفنلنديَّة: Suomen ortodoksinen kirkko) وهي كنيسة أرثوذكسية شرقية شبه مستقلة تابعة لبطريركية القسطنطينية المسكونية. وهي إلى جانب الكنيسة الإنجيلية اللوثرية الفنلندية، تعتبر كنيسة وطنية في البلاد. يعود الكنيسة في البلاد إلى البعثات التبشيريَّة في كاريليا من قبل الرهبان القادمين من فيليكي نوفغورود خلال القرون الوسطى، كانت الكنيسة الأرثوذكسية الفنلندية جزءًا من الكنيسة الروسية الأرثوذكسية حتى عام 1923. عقب انتهاء الحرب العالمية الأولى نالت فنلندا استقلالها من روسيا، فأعلن بطريرك موسكو أيضا فصل الكنيسة الفنلندية الأرثوذكسية عن الكنيسة الروسية عام 1919 لتدير شؤونها الخاصة، ولكنها بقيت تابعة للروس من ناحية العلاقات الخارجية مع بقية الكنائس. وفي عام 1923 وبقرار من المجمع البطريرك الأرثوذكسي انتقلت تبعية هذه الكنيسة للبطريك المسكوني في القسطنطينية.
لدى الكنيسة اعتبارًا من عام 2016 ثلاثة أبرشيات وحوالي 58,000 عضو أي حوالي 1.1 من مجمل السكان في فنلندا. ويتمركز معظم الأرثوذكس في أبرشية هلسنكي. لا تعتبر الكنيسة الفنلندية الأرثوذكسية  دين الدولة في فنلندا ولكن لديها علاقة خاصة مع الحكومة الفنلندية. البنية الداخلية للكنيسة منصوص عليها في قانون الكنيسة الأرثوذكسية. لدى الكنيسة القدرة على فرض الضرائب على أعضائها والشركات إذا كان غالبية المساهمين فيهم من أعضائها. الكنيسة لا تعتبر نفسها كنيسة الدولة، والدولة لا تملك سلطة للتأثير على أعمالها الداخلية أو اللاهوتية.

### الكاثوليكية

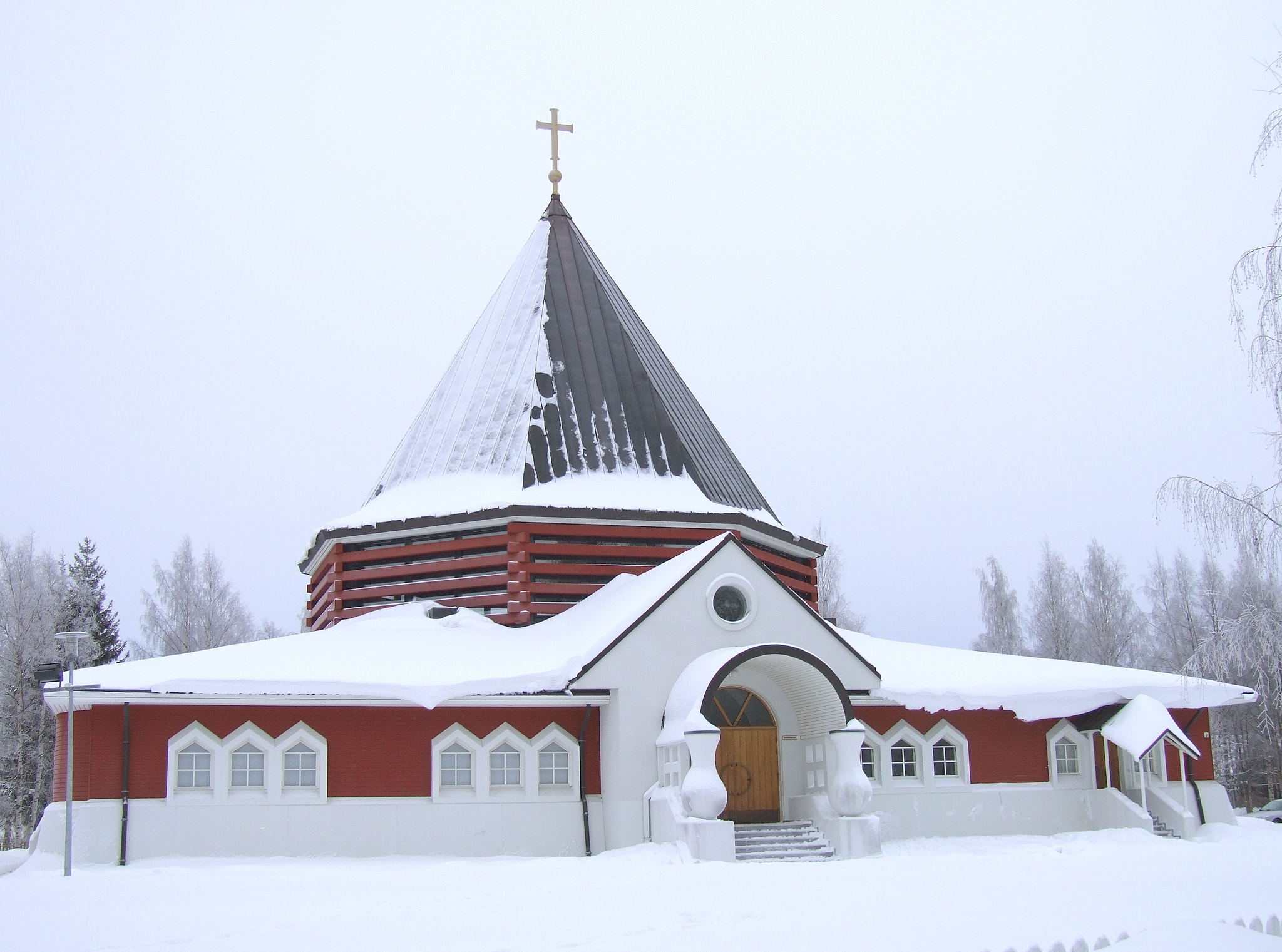
كنيسة العائلة المقدسة الكاثوليكيَّة في أولو.

الكنيسة الكاثوليكية الفنلنديَّة هي جزء من الكنيسة الكاثوليكية العالمية في ظل القيادة الروحية للبابا في روما ومجلس الأساقفة الإسكندنافي، ويعيش في البلاد حوالي 14,000 كاثوليكي. الأغلبيَّة الساحقة من كاثوليك البلاد هم مولودين في الخارج، ولا سيَّما من المهاجرين البولنديين. حوالي نصف الكهنة الكاثوليك في البلاد هم من أصول بولنديَّة. اعتبارًا من عام 2016 كان هناك خمسة كهنة من المولودين في فنلندا، اثنين منهم يعمل في فنلندا. أسقف هلسنكي هو تيمو سيبو، عيَّن في 16 يونيو من عام 2009. وهو أول أسقف كاثوليكي فنلندي العرقيَّة للبلاد بعد أكثر من 500 سنة. ويتبع كاثوليك البلاد أبرشية هلسنكي الرومانيَّة الكاثوليكيَّة. وبسبب قلة عدد الكاثوليك في فنلندا، يشكل البلد بأكمله أبرشية واحدة، أبرشية هلسنكي الكاثوليكية.
أدخل هنري أسقف أوبسالا الكاثوليكيَّة والتي كانت أول شكل من أشكال المسيحية التي دخلت إلى منطقة فنلندا. أقرب تاريخ للقطع الأثرية الغربية المسيحية تعود إلى القرن الحادي عشر والثاني عشر. في القرن السادس عشر، أصبحت فنلندا دولة بروتستانتية. في عام 1796 أقيمت الطقوس الكاثوليكيَّة من جديد بعدما أقيمت آخر مرة بعد موت الملك يوهان الثالث في عام 1592. تأسست رعية فيبورغ في عام 1799 في الجزء الروسي من فنلندا القديمة. وبعد أن أصبحت بقية فنلندا جزءًا من الإمبراطورية الروسية في عام 1812، غطت الرعية دوقية فنلندا بأكملها. كان هناك حوالي 3,000 كاثوليكي في عام 1830. وكان جميع الكهنة حتى عقد 1860 من رهبان الدومينيكان الليتوانيين. ومع استقلال فنلندا ورحيل القوات العسكرية الروسية، التي تضمنت العديد من البولنديين والليتوانيين، فقدت الكنيسة الكاثوليكية معظم أعضائها. في عام 1926 تأسست أبرشية توركو الكاثوليكية ومنحت الحكومة الكنيسة الكاثوليكية في فنلندا اعتراف كبقية الطوائف الدينية في عام 1929. وأقامت فنلندا علاقات دبلوماسية مع الكرسي الرسولي في عام 1942، وتبرع البابا بيوس الثاني عشر مبلغًا كبيرًا من المال لأيتام الحرب الفنلندية. وقد تم الانتهاء من كنيسة انقتال السيدة العذراء في هلسنكي في عام 1954. وتأسست أبرشية تامبيري في عام 1957، وأبرشية كوفولا في عام 1985 وأبرشية أولو في عام 1992. تنشط حركات وجماعات الكنيسة الكاثوليكية في فنلندا. يميل الكاثوليك الفنلنديين عرقيًا، كما هو الحال مع الكاثوليك في دول أوروبا الشمالية البروتستانتية الأخرى، نحو الأفكار المحافظة أو التقليديَّة. ولعل الأكثر شهرة في هذا الوقت هو تيمو سويني رئيس حزب الفنلنديون الحقيقيون.

## المسيحية في المجتمع

### الوضع الحالي

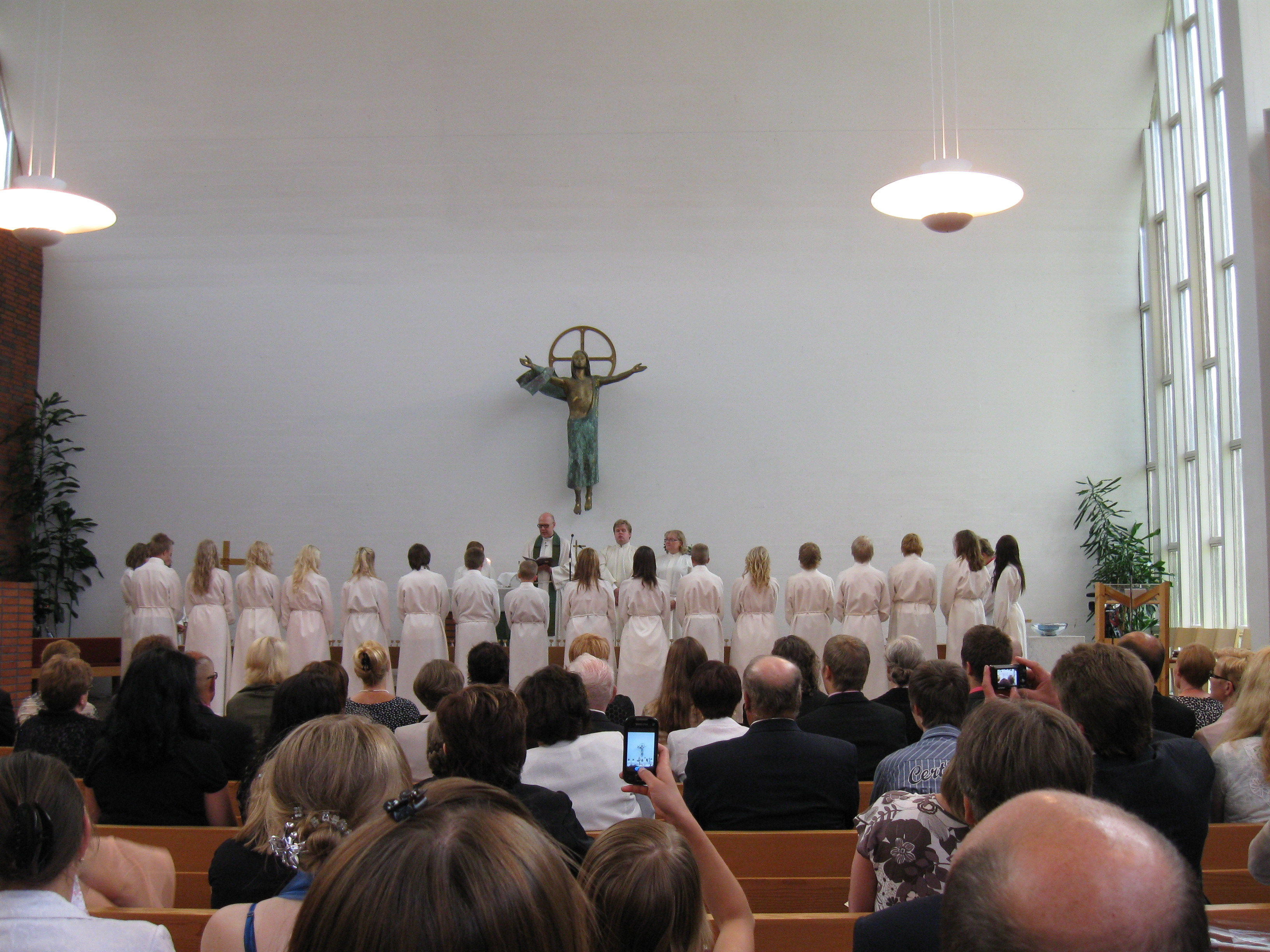
أسقف يقوم بتثبيت شبيبة في كنيسة كاراجاسيلا.

وجدت دراسة قامت بها مركز بيو للأبحاث عام 2018 أنَّ حوالي 77% من الفنلنديين قالوا أنهم مسيحيين وبحسب الدراسة تأتي البروتستانتيَّة بمقدمة الطوائف المسيحيَّة مع حوالي 73% من السكان، وأعتبر حوالي 68% أنفسهم مسيحيين إسميين وحوالي 9% قال أنه يُداوم على حضور القداس، بالمقابل وققاً للتعداد السكاني في عام 2016 كان حوالي 74.7% من سكان فنلندا من المسيحيين. عمومًا حصل حوالي 97% من مجمل الفنلنديين على سر المعمودية، وقال حوالي 85% أنه تربى على التقاليد المسيحيَّة، بالمجمل قال حوالي 85% من الفنلنديين الذين تربوا على التقاليد المسيحيَّة ما زالوا يعتبرون أنفسهم مسيحيين، في أنَّ حين النسبة المتبقيَّة معظمها لا تنتسب إلى ديانة. حوالي 10% من المسيحيين في فنلندا تربوا على تقاليد دينية غير مسيحيَّة وتحولوا للمسيحية لاحقاً.
وبحسب الدارسة قال 46% من المسيحيين الفنلنديين أنَّ للدين أهميَّة في حياتهم، وقال 97% من المسيحيين الفنلنديين المُداومين على حضور القداس أنهم يؤمنون بالله بالمقابل قال 74% من المسيحيين الإسميين ذلك. ويُداوم حوالي 11% من المسيحيين الفنلنديين على حضور القداس على الأقل مرة في شهر، ويصوم حوالي 1% منهم خلال فترات الصوم، ويرتدي 12% الرموز المسيحيَّة، ويُقدم حوالي 37% منهم الصدقة أو العُشور، ويُشارك 7% معتقداتهم مع الآخرين، في حين أنَّ 24% من المسيحيين يُداومون على الصلاة ويعتبر 39% منهم متدينين. كما وحصل 100% من مجمل المسيحيين الفنلنديين على سر المعمودية، وقال 87% منهم أنه سيربي طفله على الديانة المسيحيَّة، وبحسب الدراسة أعرب حوالي 79% من الفنلنديين المسيحيين بأنَّ هويتهم المسيحيَّة هي مصدر فخر واعتزاز بالنسبة لهم، ويوافق 40% منهم على التصريح أنَّ المسيحية هي عاملًا هامًا لكي تكون وطنيًا. وقال 93% منهم أنه يعرف «الكثير» عن المسيحية.
على المستوى الاجتماعي والسياسي قال 89% من الفنلنديين المسيحيين أن الكنائس تلعب دور ايجابي في مساعدة الفقراء والمحتاجين، وعبرَّ 80% من المسيحيين المتلزمين للغاية عن وجهات نظر إيجابية للمؤسسات الدينية مقابل 52% من المسيحيين الأقل التزاماً. ورفض 66% من الفنلنديين المسيحيين القول أنَّ «العِلم يجعل الدين غير ضروري في حياتي!»، كما وقال أقل من 1% من الفنلنديين المسيحيين أن تعاليم المسيحيَّة لاتُروج للعنف مقابل 15% منهم قال أن تعاليم الإسلام تُروج للعنف، كما وقال حوالي 17% منهم أنه يعرف شخص يهودي على المستوى الشخصي، ويعرف حوالي 60% شخص ملحد على المستوى الشخصي، ويعرف حوالي 32% شخص مُسلم على المستوى الشخصي. وقال 15% من الفنلنديين المسيحيين أنهم غير مستعدين لتقبل اليهود داخل عائلتهم، بالمقابل يقول 31% من الفنلنديين البروتستانت بأنه غير مستعد لتقبل المسلمين داخل عائلتهم. يذكر أنه وفقاً لمركز بيو للأبحاث 91% من المسيحيين الفنلنديين متزوجين من أشخاص من نفس الديانة.